# Henri Lapierre
Pour les articles homonymes, voir Lapierre.
 (novembre 2022).
Si vous disposez d'ouvrages ou d'articles de référence ou si vous connaissez des sites web de qualité traitant du thème abordé ici, merci de compléter l'article en donnant les références utiles à sa vérifiabilité et en les liant à la section « Notes et références ».
Henri Lapierre (il signe parfois ses œuvres Henry Lapierre), né à Lyon en 1922, est un auteur français de roman policier.

## Biographie
Après des études au lycée Ampère, il est en 1940 reporter au journal Le Salut public, mais également résistant pendant l'Occupation.  À la Libération, il participe au lancement de la presse issue de la guerre. En 1960, il entre au Progrès de Lyon où il signe entre autres la rubrique critique de la littérature policière.
Il amorce sa carrière littéraire en signant des pièces policières pour la radio, puis, en 1959, sous le nom Henry Lapierre, un épisode de la série télévisée Les Cinq Dernières Minutes et, sous le nom Henri Lapierre, le scénario de l'émission Le Grain de Sel (1963), réalisé par Georges Barrier.
En 1964, il publie son premier roman policier, Le Mort du lac, qui remporte le prix du roman d'aventures.  Suivront quelques titres, dont deux signés Forquin-Lapierre, écrits en collaboration avec Pierre Forquin.

## Œuvres

### Romans policiers

#### Signés Henry Lapierre
- Le Mort du lac, Paris, Librairie des Champs-Élysées, Le Masque no 833, 1964
- J'ai vu l'assassin, Paris, Librairie des Champs-Élysées, Le Masque no 869, 1965
- Le Meurtre volé, Paris, Librairie des Champs-Élysées, Le Masque no 922, 1966

#### Signés Forquin-Lapierre
- L'Escalade, Paris, Éditions Denoël, coll. « Sueurs froides », 1972
- L'Ombre du condottiere, Paris, Éditions de Trévise, 1974

### Recueils de nouvelles
- La Part des anges, Paris, Librairie des Champs-Élysées, Le Masque no 1166, 1971 (avec plusieurs collaborateurs)

## Filmographie

### Scénarios pour la télévision
- 1959 : Les Cinq Dernières Minutes, épisode On a tué le mort de Claude Loursais :
- 1963 : Le Grain de sel de Georges Barrier

### Adaptation au cinéma
- 1965 : Dis-moi qui tuer d'Étienne Périer, adaptation de son roman Le Mort du lac par Maurice Fabre et Didier Goulard

## Récompenses et distinctions
- Prix du roman d'aventures 1964 pour Le Mort du lac.